# Șevcenkove, Zvenîhorodka
Șevcenkove (în ucraineană Шевченкове) este localitatea de reședință a comunei Șevcenkove din raionul Zvenîhorodka, regiunea Cerkasî, Ucraina.

## Demografie
Componența lingvistică a localității Șevcenkove
     Ucraineană (99,43%)
     Alte limbi (0,54%)
Conform recensământului din 2001, majoritatea populației localității Șevcenkove era vorbitoare de ucraineană (99,43%), existând în minoritate și vorbitori de alte limbi.